# سری ایندی‌کار فصل ۲۰۲۴
سری ان‌تی‌تی ایندی‌کار ۲۰۲۴ صد و سیزدهمین فصل رسمی مسابقات قهرمانی مسابقات چرخ باز آمریکا و بیست و نهمین فصل تحت عنوان سری ایندی‌کار  بود. همچنین صد و هشتمین رویداد ایندیاناپلیس ۵۰۰ نیز در این فصل برگزار شد.
الکس پالو راننده اسپانیایی به عنوان مدافع عنوان قهرمانی وارد فصل شد او دومین عنوان خود را در ایندی کار در سال ۲۰۲۳ به دست آورد، در حالی که جوزف نیوگاردن به عنوان مدافع برد ایندیاناپلیس ۵۰۰ وارد این مسابقه میشد. نیوگاردن برای دومین بار پیاپی در ایندیاناپلیس ۵۰۰ به پیروزی رسید که او را تبدیل به اولین راننده ای کرد که پس از هلیو کاسترونوز در سال های ۲۰۰۱ و ۲۰۰۲ موفق به انجام دو برد متوالی در این مسابقه شده بود.
پالو با دفاع از قهرمانی خود، تبدیل به اولین راننده ای شد که سه بار در دوران شاسی دلارا دی‌دبلیو ۱۲ قهرمانی سری ایندی‌کار می‌شود‌.